# Château de Cruzille
Le château de Cruzille est situé sur la commune de Cruzille en Saône-et-Loire, sur un éperon. Son élégante silhouette domine le village et une petite vallée.

## Description
Le château primitif consistait en un quadrilatère cantonné de tours rondes autrefois hérissées de créneaux, dénommées : tour de Bourgogne, tour du Colombier et tour des Archives (l'une d'elles a disparu et a cédé la place à une tour dite tour carrée).
L'aile occidentale ainsi que la tour Sud-Ouest ont sans doute disparu à l'occasion des combats de la fin de XVIe siècle. L'aile orientale subsiste, flanquée de deux tours rondes. La tour du Nord-Est repose, de même qu'une partie du corps de bâtiment, sur une base talutée. L'aile septentrionale, comprise entre cette tour et une troisième, découronnée, a subi bien des outrages ; elle conserve cependant un bel escalier de pierres à volées droites et est percée d'un portail en plein cintre.
Les seigneurs de Cruzille n'y firent jamais de longs séjours, les Nanton lui préférant leur château de Nobles, les Beauffremont celui de Sennecey et les Montrevel étant largement possessionnés par ailleurs.
Une allée bordée de tilleuls séculaires, jadis propriété du château, conduisait autrefois en droite ligne du château à l'église, où se trouve encore la chapelle seigneuriale.
L'une de ses plus anciennes représentations est un dessin réalisé en 1845 par Rousselot, inspecteur des Forêts (volume conservé à l'Académie de Mâcon).
Le château, propriété privée, ne se visite pas.

## Protection
Le château, les terrasses et leurs abords font l’objet d’une inscription au titre des monuments historiques depuis le 9 décembre 1946.

## Héraldique
Ci-après, les blasons des cinq familles nobles ayant successivement possédé la seigneurie de Cruzille du XIIIe siècle à la Révolution française :

Famille de Lugny.
Famille de Nanton.
Famille de Saillans.
Famille de Saulx-Tavannes.
Famille de La Baume-Montrevel.

## Historique

### Moyen Âge

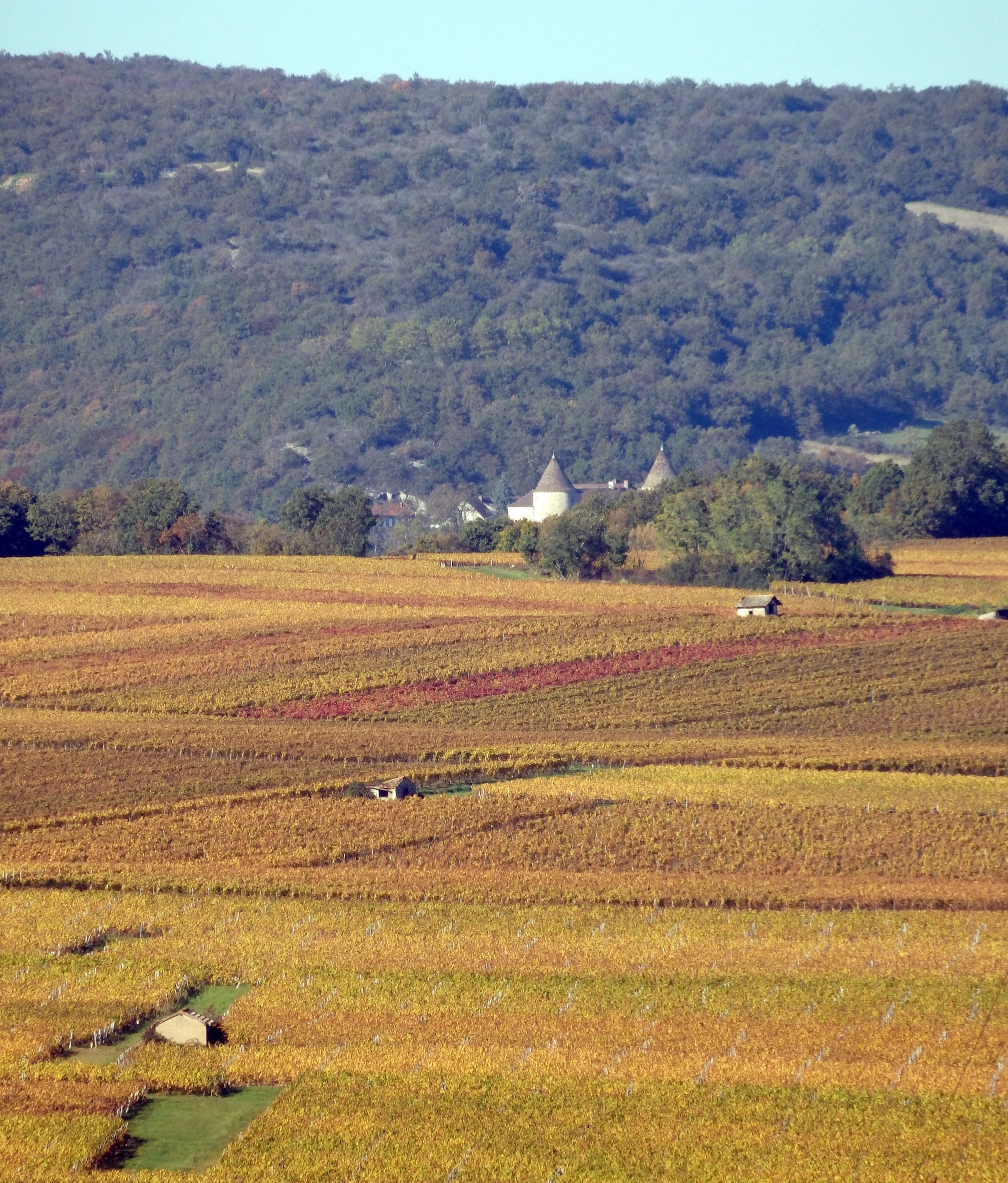
Vignes et cabanes de vigne à Bissy-la-Mâconnaise, avec les tours du château de Cruzille.

- 1262 : première mention du chastel et maison forte de Creusilles.
- 1277 : Poncet de Lugny, qui s'intitule seigneur de Cruzille, prête hommage au duc de Bourgogne, en cette qualité[4].
- 1329 : Jean de Nanton, chevalier, se qualifie de sire de Cruzille[5].
- 1366 : première mention d'un château dont le propriétaire est alors Ardouin de Nanton.

### Époque moderne
- 1547 : le château passe par mariage de la maison de Nanton à la maison de Saillant.
- 1557 : il est vendu à Françoise de Rubys, veuve de Claude Patarin.
- Seconde moitié du XVIe siècle : Denise Patarin, fille des précédents, apporte le château en dot à son mari, Nicolas de Bauffremont, seigneur de Sennecey.
- 1583 : la terre est érigée en comté pour Georges de Bauffremont, fils des précédents et gouverneur de Mâcon ; ayant terrorisé la contrée pendant les guerres de Religion, et s'étant rallié très tôt à Henri IV, ce dernier dut affronter deux sièges et le château de Cruzille en sortit très endommagé.
- septembre 1589 : le château, propriété de Georges-Épaminondas de Beauffremont, qui tenait pour le roi, est attaqué par des assaillants combattant au nom de la Ligue. Au lendemain d'un assaut qui coûte la vie au colonel de Lagrange (tu d'un coup de mousquet à la tête d'une trentaine de soldats), l'artillerie permet de faire deux brèches, l'une dans la muraille, l'autre dans la salle du corps de logis, et les attaquants peuvent s'engouffrer dans le château. Les cinquante hommes de la garnison, ainsi que leur commandant, le capitaine Le Prin, sont passés par le fil de l'épée. L'année suivante, les troupes royales reprennent le château, qui est toutefois enlevé une fois encore par la Ligue en 1592. Ce n'est qu'en 1594 que les troupes royales s'y établiront définitivement.
- 1630 : la terre est vendue à Anne de Saulx, fille de Jean de Saulx, vicomte de Tavannes et de Lugny, et épouse d'André de Grimaldi, comte souverain de Bueil et baron du Val de Massoult.
- Milieu du XVIIe siècle : le comté échoit à Claire-Françoise de Saulx-Tavannes, dame de Lugny, morte en 1701, épouse de Charles-François de La Baume (mort au château de Lugny en 1666), dont la famille restaure le château et construit des terrasses.

### Révolution
- 1789 : le seigneur de Cruzille est Florent-Alexandre-Melchior de La Baume, comte de Montrevel et baron de Lugny. Les biens propres à la seigneurie de Cruzille sont alors : le château et ses dépendances, le bois de Buis, des vignes, prés, terres et friches dans divers lieux-dits, le tout d'une superficie de 145 hectares.
- 29 juillet 1789 : les Brigands, qui viennent d'incendier le château de Lugny et de piller les demeures seigneuriales d'Ozenay et de Messey, arrivent à Cruzille. Ils brisent les portes et les fenêtres du château – qui n'est pas habité et ne renferme aucun mobilier –, découvrent les deux tours situées au matin et détruisent la balustrade de pierre sculptée qui ornait alors l'escalier.

### Époque contemporaine
- début du XIXe siècle : la propriété, demeurée indivise entre les héritiers du comte de Montrevel (mis à mort à Paris pendant la Terreur), passe à une parente des La Baume : Marie-Charlotte-Alexandrine de Lannoy (1761-1816), épouse en secondes noces d'Hercule-Dominique de Tulle de Villefranche, député de l'Yonne et pair de France.
- 1827 : Adrien-Eugène-Gaspard de Tulle de Villefranche (1793-1850), fils des précédents, capitaine au 6e régiment de hussards, chevalier de l'ordre de Malte, vend le château et le bois du Buis à Jean-Baptiste Chamborre (1761-1837), ancien membre du conseil des Cinq-Cents puis juge au tribunal civil de la Seine. En héritera sa fille, Cornaline-Eugénie Chamborre, épouse de Dominique Porcher, chirurgien.
- seconde moitié du XIXe siècle : le château appartient à Paul Barriard, époux de Louise Porcher.
- début du XXe siècle (1904) : le château est la propriété de madame veuve Abeille, née Alice Barriard.
- Années trente : le château est acheté par Louise Courtin (1885-1944).
- fin juin 1944 : au château s'installe le poste de commandement de l'Armée secrète pour le département de Saône-et-Loire, dont le chef est Claude Rochat (1917-2009), alias commandant Guillaume. Le 24 juin, Louise Courtin, propriétaire du château, a été arrêtée : après jugement, elle sera fusillée le 28 juin dans le bois du mont Saint-Romain pour faits de collaboration[6].
- juillet 1944 : dans l'attente du débarquement de Provence pour la libération du Mâconnais et alors que la région est en insurrection, Claude Rochat impulse l'installation au château du tribunal des Forces françaises de l'intérieur pour la Saône-et-Loire, établi conformément à l'ordonnance du 26 juin 1944 relative à l'épuration[7]. Il abrite alors les services du comité départemental de libération de Saône-et-Loire ainsi que le tribunal des maquis et une prison. Des personnes accusées de collaboration y seront jugées[8]. Près de 300 dossiers débouchant sur 102 procès y sont instruits (collaborateurs, traitres, agents de l'ennemi mais aussi criminels de droit commun et FFI coupables d'indiscipline, de désertion ou de banditisme) donnant lieu à 27 condamnations à mort et exécutions.
- 1949 : vente du château par les héritiers de madame Abeille et transformation des lieux, qui deviennent un établissement accueillant des enfants atteints de troubles respiratoires (aérium). Le site évoluera en école de plein air, puis en école avec internat (à partir de 1957).
- 1957 : ouverture à l'initiative de la Fédération des œuvres laïques (FOL) de l'Institut médico-pédagogique, seul établissement du genre en Saône-et-Loire pour l'accueil d'enfants déficients intellectuels légers et moyens.
- 1970 : le château devient un établissement spécialisé ; géré par la Mutualité française Saône-et-Loire, il est le siège de différentes structures spécialisées (institut médico-éducatif IME ; institut thérapeutique, éducatif et pédagogique ITEP...) et est agréé pour accueillir 105 internes (soixante-quinze garçons âgés de 8 à 16 ans et trente filles âgées de 8 à 14 ans) souffrant de troubles, de handicaps, de problèmes familiaux, de retard scolaire[9].
- 1989 : l'évolution favorisant le maintien en milieu familial des enfants en difficulté conduit l'établissement à être restructuré et trois services autonomes fonctionnent à partir de la rentrée, à savoir un institut médico-pédagogique (IMP) classique accueillant 35 enfants déficients intellectuels, un centre de rééducation de 30 places pour enfants présentant des troubles de conduite et de comportement et, nouveauté, un service d'éducation spéciale et de soins à domicile (SESSAD) de 10 places intervenant dans les familles pour les enfants en difficulté pour raisons intellectuelles et de comportement.
- 1986 (20, 21 et 22 juin) : le château est le cadre d'un important spectacle son et lumière en 62 tableaux intitulé « Cruzille à travers les âges », supervisé par le metteur en scène Jean-Paul Rullière (2500 spectateurs sur les trois jours).
- 1987 (3 et 4 juillet) : le château est de nouveau le cadre d'un spectacle son et lumière, intitulé « La gloire en ce château ».
- 1989 (22 et 23 juillet) : le château est de nouveau le cadre d'un spectacle son et lumière, intitulé « Le roi du château d'or », organisé sous l'égide de l'association « Lumière des temps ».
- 2010 : conformément à ses volontés, les cendres de Claude Rochat, alias le commandant Guillaume, sont dispersées, au cours d'une cérémonie, au pied de la forteresse[10]. Le 2 juillet 2011, sous les auspices du comité départemental ANACR, deux plaques y seront dévoilées à la mémoire du chef départemental de l’Armée secrète, qui avait établi son poste de commandement au château (une sous le porche du château, l'autre près du lieu de dispersement).